# مارينا ألييفا
مارينا نازيموفنا ألييفا (الروسية:Марина Назимовна Алиева، من مواليد 4 يونيو 1985 في شيفتشينكو) هي مغنية روسية، ممثلة، راقصة وكاتبة أغاني، فنانة مستحقة في جمهورية داغستان.

## روابط خارجية
- قالب:VK (personal page)
- قالب:VK (official community)
- مارينا ألييفا  على فيسبوك.
- مارينا ألييفا على إنستغرام
- malievaofficial على تويتر.
- . على يوتيوب